# Sauropodomorpha
Sauropodomorpha (din greacă, σαῦρος sauros „șopârlă”, πούς pous „picior”, μορφή morphé „formă”, însemnând „formă de picior de șopârlă”) este o cladă extinctă de dinozauri erbivori cu gâtul lung, care include sauropodele și rudele lor ancestrale. Sauropodele au crescut în general la dimensiuni foarte mari, aveau gâturi și cozi lungi, erau patrupede și au devenit cele mai mari animale care au umblat vreodată pe Pământ. „Prozauropodele”, care au precedat sauropodele, erau mai mici și erau adesea capabile să meargă pe două picioare. Sauropodomorpha au fost erbivorele terestre dominante de-a lungul unei mari părți a erei Mezozoice, de la originea lor din Triasicul mijlociu (acum aproximativ 230 milioane de ani) până la declinul și extincția lor la sfârșitul Cretacicului (acum aproximativ 66 milioane de ani).